# Gran Premio d'Ungheria 1995
Il Gran Premio d'Ungheria 1995 fu una gara di Formula 1, disputatasi il 13 agosto 1995 sull'Hungaroring. Fu la decima prova del mondiale 1995 e vide la vittoria di Damon Hill su Williams-Renault, seguito da David Coulthard e da Gerhard Berger.

## Qualifiche
| Pos | N  | Pilota                   | Costruttore/Motore | Tempo    | Gap    |
| --- | -- | ------------------------ | ------------------ | -------- | ------ |
| 1   | 5  | Damon Hill               | Williams-Renault   | 1:16.982 |        |
| 2   | 6  | David Coulthard          | Williams-Renault   | 1:17.366 | +0.384 |
| 3   | 1  | Michael Schumacher       | Benetton-Renault   | 1:17.558 | +0.576 |
| 4   | 28 | Gerhard Berger           | Ferrari            | 1:18.059 | +1.077 |
| 5   | 8  | Mika Häkkinen            | McLaren-Mercedes   | 1:18.363 | +1.381 |
| 6   | 27 | Jean Alesi               | Ferrari            | 1:18.968 | +1.968 |
| 7   | 15 | Eddie Irvine             | Jordan-Peugeot     | 1:19.499 | +2.517 |
| 8   | 25 | Martin Brundle           | Ligier-Mugen-Honda | 1:19.748 | +2.766 |
| 9   | 2  | Johnny Herbert           | Benetton-Renault   | 1:20.072 | +3.090 |
| 10  | 26 | Olivier Panis            | Ligier-Mugen-Honda | 1:20.160 | +3.178 |
| 11  | 30 | Heinz-Harald Frentzen    | Sauber-Ford        | 1:20.413 | +3.431 |
| 12  | 24 | Luca Badoer              | Minardi-Ford       | 1:20.543 | +3.561 |
| 13  | 7  | Mark Blundell            | McLaren-Mercedes   | 1:20.640 | +3.658 |
| 14  | 14 | Rubens Barrichello       | Jordan-Peugeot     | 1:20.902 | +3.920 |
| 15  | 23 | Pedro Lamy               | Minardi-Ford       | 1:21.156 | +4.174 |
| 16  | 4  | Mika Salo                | Tyrrell-Yamaha     | 1:21.624 | +4.642 |
| 17  | 3  | Ukyo Katayama            | Tyrrell-Yamaha     | 1:21.702 | +4.720 |
| 18  | 10 | Taki Inoue               | Footwork-Hart      | 1:22.081 | +5.099 |
| 19  | 29 | Jean-Christophe Boullion | Sauber-Ford        | 1:22.161 | +5.179 |
| 20  | 9  | Massimiliano Papis       | Footwork-Hart      | 1:23.275 | +6.293 |
| 21  | 22 | Roberto Moreno           | Forti-Ford         | 1:24.351 | +7.369 |
| 22  | 17 | Andrea Montermini        | Pacific-Ford       | 1:24.371 | +7.389 |
| 23  | 21 | Pedro Diniz              | Forti-Ford         | 1:24.695 | +7.713 |
| 24  | 16 | Giovanni Lavaggi         | Pacific-Ford       | 1:26.570 | +9.588 |

## Gara
Alla partenza, le posizioni di testa restano invariate, eccezion fatta per Brundle della Ligier che passa dall’8ª alla 6ª posizione. Schumacher, nel corso del 13º passaggio, supera Coulthard e si issa nella piazza d'onore. Contemporaneamente, accade un qualcosa di tragicomico: Taki Inoue parcheggia la sua Footwork nella via di fuga, con il motore ko; il nipponico si procura un estintore per spegnere il principio d’incendio sulla sua monoposto, ma viene investito dalla sopraggiungente medical car, rimediando fortunatamente solo una contusione. Al 42º passaggio poi un problema ai freni costringe Alesi all'ennesimo ritiro.
La gara procede senza altri particolari scossoni fino agli ultimi giri: quando ne mancano appena 4 alla fine, Schumacher deve ritirarsi per la rottura del motore, spianando la strada alla doppietta della Williams. Ma è accesa anche la lotta per il 3º posto tra Barrichello, Berger e Herbert: il brasiliano della Jordan riesce a tenere dietro gli avversari fino alla penultima curva quando rimane senza carburante e scivola addirittura al 7º posto, regalando così l'ultimo gradino del podio all'austriaco della Ferrari; chiudono la zona punti la Benetton superstite di Herbert, la Sauber di Frentzen e la Ligier di Panis. Per Berger si tratta dell'ultimo podio con la Ferrari.
| Pos | N. | Pilota                   | Costruttore/Motore | Giri | Tempo/Ritiro    | Griglia | Punti |
| --- | -- | ------------------------ | ------------------ | ---- | --------------- | ------- | ----- |
| 1   | 5  | Damon Hill               | Williams-Renault   | 77   | 1:46:25.721     | 1       | 10    |
| 2   | 6  | David Coulthard          | Williams-Renault   | 77   | +33.398         | 2       | 6     |
| 3   | 28 | Gerhard Berger           | Ferrari            | 76   | +1 Giro         | 4       | 4     |
| 4   | 2  | Johnny Herbert           | Benetton-Renault   | 76   | +1 Giro         | 9       | 3     |
| 5   | 30 | Heinz-Harald Frentzen    | Sauber-Ford        | 76   | +1 Giro         | 11      | 2     |
| 6   | 26 | Olivier Panis            | Ligier-Mugen-Honda | 76   | +1 Giro         | 10      | 1     |
| 7   | 14 | Rubens Barrichello       | Jordan-Peugeot     | 76   | +1 Giro         | 14      |       |
| 8   | 24 | Luca Badoer              | Minardi-Ford       | 75   | +2 Giri         | 12      |       |
| 9   | 23 | Pedro Lamy               | Minardi-Ford       | 74   | +3 Giri         | 15      |       |
| 10  | 29 | Jean-Christophe Boullion | Sauber-Ford        | 74   | +3 Giri         | 19      |       |
| 11  | 1  | Michael Schumacher       | Benetton-Renault   | 73   | Motore          | 3       |       |
| 12  | 17 | Andrea Montermini        | Pacific-Ford       | 73   | +4 Giri         | 22      |       |
| Ret | 15 | Eddie Irvine             | Jordan-Peugeot     | 70   | Frizione        | 7       |       |
| Ret | 25 | Martin Brundle           | Ligier-Mugen-Honda | 67   | Motore          | 8       |       |
| Ret | 4  | Mika Salo                | Tyrrell-Yamaha     | 58   | Acceleratore    | 16      |       |
| Ret | 7  | Mark Blundell            | McLaren-Mercedes   | 54   | Perdita benzina | 13      |       |
| Ret | 3  | Ukyo Katayama            | Tyrrell-Yamaha     | 46   | Testacoda       | 17      |       |
| Ret | 9  | Massimiliano Papis       | Footwork-Hart      | 45   | Freni           | 20      |       |
| Ret | 27 | Jean Alesi               | Ferrari            | 42   | Freni           | 6       |       |
| Ret | 21 | Pedro Diniz              | Forti-Ford         | 32   | Motore          | 23      |       |
| Ret | 10 | Taki Inoue               | Footwork-Hart      | 13   | Motore          | 18      |       |
| Ret | 22 | Roberto Moreno           | Forti-Ford         | 8    | Cambio          | 21      |       |
| Ret | 16 | Giovanni Lavaggi         | Pacific-Ford       | 5    | Testacoda       | 24      |       |
| Ret | 8  | Mika Häkkinen            | McLaren-Mercedes   | 3    | Motore          | 5       |       |

## Classifiche Mondiali

### Piloti
| Pos | Pilota             | Punti |
| --- | ------------------ | ----- |
| 1   | Michael Schumacher | 56    |
| 2   | Damon Hill         | 45    |
| 3   | Jean Alesi         | 32    |
| 4   | David Coulthard    | 29    |
| 5   | Johnny Herbert     | 28    |

### Costruttori
| Pos | Team               | Punti |
| --- | ------------------ | ----- |
| 1   | Benetton-Renault   | 74    |
| 2   | Williams-Renault   | 68    |
| 3   | Ferrari            | 57    |
| 4   | Jordan-Peugeot     | 13    |
| 5   | Ligier-Mugen-Honda | 12    |

- Vengono indicate solo le prime 5 posizioni.